# I'll Be There (canção de Taeyang)
"I'll Be There" é uma canção do cantor sul-coreano Taeyang, composta por Teddy Park e co-produzida pelo próprio juntamente com e.knock, para a edição internacional de seu álbum de estreia Solar (2010). A canção foi lançada como single em 19 de agosto de 2010 pela YG Entertainment. Uma versão em língua inglesa de "I'll Be There" composta por Perry, também foi incluída no referido álbum. 
O vídeo musical correspondente foi lançado nas versões de língua coreana e língua inglesa, em 19 de agosto e 24 de agosto de 2010, respectivamente. A produção homenageia o vídeo musical da canção "Thriller" do cantor estadunidense Michael Jackson. Ele possui como cenários um cemitério e uma mansão assombrada, onde Taeyang executa uma "coreografia sem vida".

## Desempenho nas paradas musicais
Na Coreia do Sul, "I'll Be There" estreou em número 49 na Gaon Digital Chart, em número 26 na Gaon Download Chart e em número 63 na Gaon Streaming Chart. Na semana seguinte, atingiu seu pico de número dezesseis na Gaon Digital Chart, onde permaneceu por duas semanas consecutivas, além disso, posicionou-se em número dez na Gaon Download Chart e em  número 21 na Gaon Streaming Chart.

### Posições
| Paradas (2010)                              | Melhor posição |
| ------------------------------------------- | -------------- |
| Coreia do Sul (Gaon Weekly Digital Chart)   | 16             |
| Coreia do Sul (Gaon Monthly Digital Chart)  | 48             |
| Coreia do Sul (Gaon Weekly Download Chart)  | 10             |
| Coreia do Sul (Gaon Weekly Streaming Chart) | 21             |

## Prêmios e indicações
| Ano  | Prêmio                  | Categoria                         | Resultado | Ref.   |
| ---- | ----------------------- | --------------------------------- | --------- | ------ |
| 2010 | Mnet Asian Music Awards | Melhor Artista Masculino          | Venceu    | [ 10 ] |
| 2010 | Mnet Asian Music Awards | Melhor Performance de Dança- Solo | Indicado  | [ 10 ] |
| 2010 | Mnet Asian Music Awards | Melhor Vídeo Musical              | Indicado  | [ 10 ] |

### Vitórias em programas de música
| Data                   | Programa    | Emissora |
| ---------------------- | ----------- | -------- |
| 22 de setembro de 2010 | M Countdown | Mnet     |